# Galina Nikanorowna Jermolajewa
Galina Nikanorowna Jermolajewa, geborene Suslina (russisch Галина Никаноровна Ермолаева (-Суслина); * 21. Oktober 1948 in Leningrad) ist eine ehemalige sowjetische Ruderin, die 1976 eine olympische Silbermedaille gewann.

## Sportliche Karriere
Die 1,84 m große Ruderin von Trud Leningrad gewann bei den Europameisterschaften 1970 zusammen mit Elisaweta Kondraschina die Silbermedaille im Doppelzweier hinter Gisela Jäger und Rita Schmidt aus der DDR. Bei den Europameisterschaften 1971 und 1972 siegten Suslina und Kondraschina.
Nach ihrer Heirat trat Galina Jermolajewa bei den Weltmeisterschaften 1974 mit Jelena Antonowa an, die beiden siegten vor den beiden bundesdeutschen Ruderinnen Astrid Hohl und Regine Adam. Auch 1975 gewannen Antonowa und Jermolajewa den Weltmeistertitel, diesmal vor Sabine Jahn und Petra Boesler aus der DDR. 
Bei der olympischen Premiere des Frauenruderns 1976 in Montreal startete Galina Jermolajewa zusammen mit Anna Kondraschina, Mira Brjunina, Larissa Alexandrowa und Steuerfrau Nadeschda Tschernyschowa im Doppelvierer. Es siegte das Boot aus der DDR vor dem sowjetischen Doppelvierer und den Rumäninnen.